# Le Lindois
Le Lindois – miejscowość i gmina we Francji, w regionie Nowa Akwitania, w departamencie Charente.
Według danych na rok 1990 gminę zamieszkiwało 311 osób, a gęstość zaludnienia wynosiła 17 osób/km² (wśród 1467 gmin regionu Poitou-Charentes Le Lindois plasuje się na 706. miejscu pod względem liczby ludności, natomiast pod względem powierzchni na miejscu 460.).